# Vanessa Olivares
Martha Vanessa Olivares Bendezu (ur. 20 października 1995) – peruwiańska zapaśniczka walcząca w stylu wolnym. Zajęła dziewiąte miejsce na igrzyskach panamerykańskich w 2019. Siódma na mistrzostwach panamerykańskich w 2014. Brązowa medalistka mistrzostw Ameryki Południowej w 2012 roku.